# Matthieu Drouhin
Pour les articles homonymes, voir Drouhin.
Matthieu Drouhin, né le 29 juin 1981 à Beaune, est un joueur français de handball. Il évolue au poste d'ailier droit et mesure 180 cm pour 78 kg. 
Formé au SE Beaune, il rejoint en 1999 l’ES Besançon. Après avoir fait ses débuts professionnels en 2003 à Villefranche-en-Beaujolais, il rejoint en 2006 l'Istres Ouest Provence Handball puis en 2008 le Tremblay-en-France Handball. Avec le club francilien, il joue les premiers rôles en championnat de France avec deux 3e places en 2009 et 2010 et un titre de meilleur buteur en 2013. Drouhin et les Tremblaysiens sont également finaliste de la Coupe d'Europe des vainqueurs de coupe en 2011.
À l’été 2015, il rejoint pour un contrat de trois ans l'USM Saran qui accède à la Division 2. Avec le club de la banlieue d'Orléans, il crée la surprise en remportant le Championnat de France de Pro D2 et permet ainsi au club d’accéder à l’élite en Starligue puis de s'y maintenir.
Avec 1303 buts marqués en 13 saisons du Championnat de France, il fait partie des 10 meilleurs buteurs de l'histoire du championnat de France.

## Palmarès

### Club
Compétitions internationales
- Finaliste de la Coupe d'Europe des vainqueurs de coupe en 2011

Compétitions nationales
- Championnat de France de Pro D2 (1) : 2015-16
- 3e du championnat de France en 2009 et 2010
- Finaliste de la Coupe de France en 2010

### Distinctions individuelles
- Meilleur buteur du Championnat de France 2012-2013
- Top 10 des meilleurs buteurs de l'histoire du championnat de France
- Élu meilleur joueur du mois de décembre 2014[3]
- Nommé dans l'élection du meilleur ailier droit de la saison 2009-2010[4].